# Rusofobie
Rusofobia sau Anti-Rusismul (în rusă русофобия) se referă la un spectru divers de prejudecăți negative, părtinitoare și ostile față de Rusia, ruși și cultura rusă.

## Istoria apariției
La 19 octombrie 1797 Directoratul a primit un document de la generalul polonez, Michał Sokolnicki, intitulat Aperçu sur la Russie (Privire de ansamblu a Rusiei), conținând o serie de remarci negative față de Rusia. Acest document a devenit cunoscut mai târziu sub numele de "Testament al lui Petru cel Mare" și a fost publicat pentru prima dată în octombrie 1812, în timpul războaielor napoleoniene. În recitita lucrare a lui Charles Louis-Lesur, Des progrès de la puissance russe (Progresul puterii Ruse), tema rusofobiei a fost ridicată la cererea lui Napoleon Bonaparte, care a și ordonat publicarea acesteia într-o serie de articole, ce urmau să fie publicate și arătau că "Europa este inevitabil în procesul de a deveni pradă pentru Rusia". Ca urmare a războaielor napoleoniene, propagandă împotriva Rusiei, a fost continuată de către fostul duhovnic a lui Napoleon, Dominique Georges-Frederic de Pradt, care într-o serie de cărți a portretizat Rusia ca un stat "despotic", "asiatic" și "flămând".
Apărută în Franța, după căderea lui Napoleon în 1815, rusofobia a migrat în Marea Britanie unde între anii 1820 și 1840, s-a format cel mai complet. Între Revoluția Maghiară din 1848-1849 și Războiul Crimeii, rusofobia în Anglia a atins apogeul, răspândindu-se și în multe alte țări europene.
În anii 1930, Adolf Hitler a consolidat teoria rasială privind inferioritatea rasială a rușilor, pentru a raționaliza și justifica invazia germană a Uniunii Sovietice și atrocitățile comise împotriva populației sale. Noțiunea de rus - și slavi în general - ca o "rasă inferioară" a fost utilizată în mod activ de propaganda nazistă.
Rusofobia modernă a atins punctul culminant în timpul războiului rece, condus de temerile occidentale vizavi de rolul sovietic în misiunea comunismului de a prelua "lumea liberă". Ruptura chino-sovietică a fost văzută mai degrabă ca o poziție îndreptată împotriva comunismului sovietic, decât una anticomunistă în general.
Neîncrederea post-sovietică față de Rusia și ruși este o reacție imputabilă rusificării urmărite de Imperiul Rus și Uniunea Sovietică, precum și o reacție împotriva politicii moderne a Rusiei.
În contextul invaziei Rusie în Ucraina din anul 2022 au apărut noi acuzații de rusofobie, în cadrul discursului politic internațional, acuzații care au vizat sancțiunile economice impuse de Occident cu scopul de a opri agresiunea Federației Ruse împotriva Ucrainei (cu toate că sancțiunile constituie un concept bine conturat în teoria politică și în dreptul internațional). Mai mult, există o contradicție de termeni în contextul dat, în condiția în care Rusia s-a manifestat ca țară imperialistă ce promovează militarismul agresiv, ceea ce provoacă un rău, iar termenul de fobie se referă la o frică irațională de ceva care este puțin probabil să provoace rău și, de obicei, se raportează la minorități oprimate (precum homofobie, transfobie, sau în Occident – islamofobie).

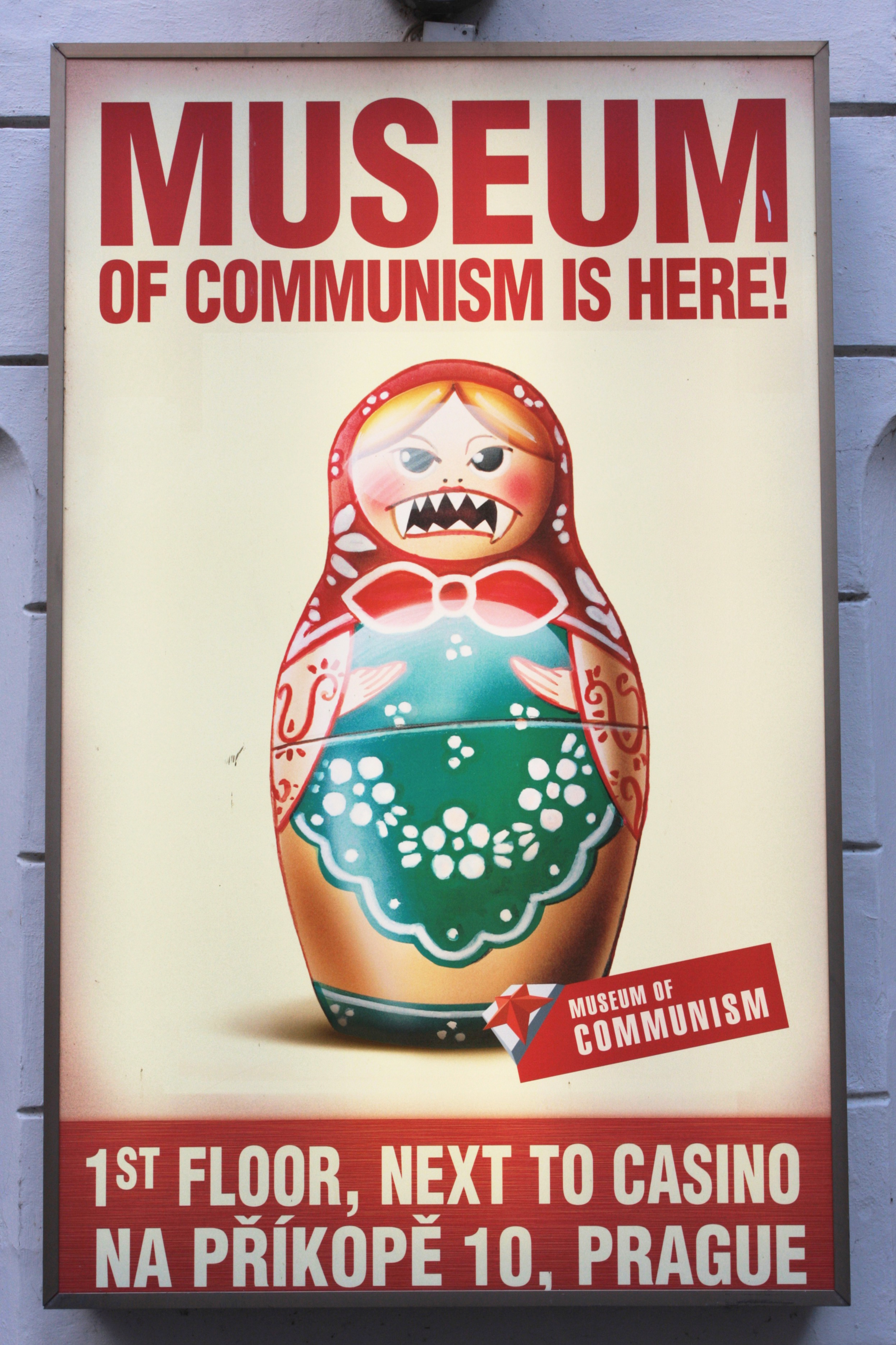
Afiș publicitar al Muzeul comunismului din Praga în asociațe cu tradiționala matrioșkă rusă și atrocitățile regimurilor comuniste

## În România
Apariția rusofobiei la români este legată după toate probabilitățile de războiul ruso-turc din 1806-1812, cînd boierii din țările române îi priveau pe ruși mai mult cu teamă și-i suspectau (justificat) că vor "uita" să mai plece. Prințul Charles-Joseph de Ligne, în timpul războiului ruso-austro-turc din 1787-1792, menționa: "Nu s-a mai pomenit o situație precum a oamenilor aceștia, bănuiți de ruși că i-ar prefera pe austrieci, în timp ce aceștia îi cred mai legați de turci; de fapt, ei doresc plecarea celor dintâi la fel de mult cum se tem de întoarcerea celor din urmă". În urma războiului a fost semnat Tratatul de la București, act fraudulos, deoarece încălca practica internațională, cu toate normele de drept existente la acel moment.
Prin articolele 4 și 5, Imperiul Otoman ceda Imperiului Rus un teritoriu de 45.630 km², cu 482,630 de locuitori, 5 cetăți, 17 orașe și 695 de sate, conform cu recensământul ordonat de autoritățile țariste în 1817. Au trecut în componența Imperiului Rus ținuturile: Hotin, Soroca, Orhei, Lăpușna, Greceni, Hotărniceni, Codru, Tighina, Fălciu, partea răsăriteană a ținutului Iașilor și Bugeacul. Autoritățile țariste au denumit în 1813 noua regiune ocupată "Bessarabia".
O dată cu încheierea războiului ruso-turc din 1877-1878, victorios pentru armata rusă, deşi aceasta a fost salvată de la înfrângere de intervenția armatelor române conduse de Principele Carol (devenit ulterior Regele Carol I al României), Rusia n-a recunoscut României statutul de participant la negocierile de pace. Mai mult, a anexat trei județe din Basarabia de Sud care aparțineau Principatelor în acel moment, în ciuda opoziției disperate a domnitorului Carol și a clasei conducătoare, în frunte cu I.C. Brătianu și Mihail Kogălniceanu.
Evenimentele au degenerat, în primăvara anului 1878, până în pragul războiului între foștii aliați. Pacea dintre Turcia și Rusia s-a încheiat la San Stefano în Turcia, pe 19 februarie 1878, fără participarea României. Istoricul Sorin Liviu Damean descrie, în lucrarea „Carol I al României", modul în care au procedat „aliații" ruși: „Guvernul de la București a luat cunoștință de conținutul respectivului document abia pe 9 martie, prin intermediul «Jurnalului de St. Petersburg» trimis de generalul Iancu Ghica. Acest act «de uimitoare nerecunoștință a Rusiei față de aliata sa» (n.r. - Dimitrie Onciul, „Din istoria României") consacra, printre altele, independența României, însă cu dureroase sacrificii. Articolul 19 preconiza că Sublima Poartă va ceda sangeacul Tulcea (Dobrogea), Delta Dunării și Insula Șerpilor către Rusia, care, la rândul său, își rezerva dreptul de a le schimba cu sudul Basarabiei. Totodată, spre disperarea cercurilor conducătoare de la București, se stipula dreptul de trecere pe teritoriul românesc, timp de doi ani, a trupelor rusești care staționau în Bulgaria".
Incidentele ruso-române nu s-au oprit la conflictul din 1878. Prim-ministrul I.C. Brătianu și fiul său, Ion I.C. Brătianu, au fost ținta a numeroase atentate organizate de ruși. Sabina Cantacuzino, fiica lui I. C. Brătianu, nota într-o scrisoare: „Rusia era înverșunată împotriva tatei și a fost inițiatoarea acelor atentate contra lui".
În baza documentelor studiate, Alex Stoenescu afirmă, în „Istoria loviturilor de stat", că mișcările țărănești din 1888 și cea din 1907 au fost inițiate de instigatori ai rușilor, care aveau în plus și agenți de influență în politică și în presă. Evenimentele din Primul Război Mondial, în care armata rusă a fugit de pe câmpul de luptă în 1917, iar tezaurul n-a mai fost returnat de Moscova, urmate de lungul conflict cu bolșevicii pentru Basarabia, ultimatumul din 1940, în care URSS a ocupat din nou Basarabia și Bucovina, au alimentat tensiunile. Au urmat Al Doilea Război Mondial, în care România a luptat împotriva URSS, ocupația sovietică din perioada 1944-1958, împreună cu jafurile, violurile, violențele de tot felul și impunerea cu forța a comunismului. După 1989, fricțiunile între România și Rusia continuă. "Imperiul din Est" a reacționat agresiv la intrarea țării noastre în NATO și UE, iar relațiile dintre cele două părți sunt caracterizate de specialiști ca fiind "tensionate".

## În Republica Moldova
Rusofobia în Republica Moldova a început să se manifeste o dată cu declarea independență din 27 august 1991. Când în noua conjuctură post-sovietică, rușii și ucrainenii rusofoni deja nu mai reprezentau elita politică, iar țara pe care rușii se "sprijineau" nu mai exista.
Printre principalele cauze ale rusofobiei la "moldoveni" sunt:
- Cele două perioade lungi de ocupație (1812 - 1917, 1944 - 1991) când la guvernare s-au succedat doar persoane rusofone. Toate sferele societății, în special după 1944, erau conduse de ruși – rectori de universități, directori de întreprinderi, șefi de raioane, precum și miniștri, deputați, politicieni, etc. Moldovenii erau marginalizați la coada sapei și la plugul de lemn[9].
- Deportările, foametea organizată (1946 - 1947) și represiunile politice efectuate la comanda conducerii ruso-comuniste și realizate îndeosebi de aceștia. De pe urma acestui flagel au avut de suferit peste 200.000 de persoane, îndeosebi băștinași.
- Politica de deznaționalizare, rusificare și moldovenizare efectuată de dictatura ruso-comunistă de-a lungul secolelor XIX-XX.
- Războiul din Transnistria, care a antrenat pe de-o parte poliția moldovenească, iar pe de alta armata a 14-a sovietică/rusă.
- Politica intervenționistă dusă de guvernanții ruși față de Republica Moldova, după destrămarea Uniunii Sovietice și până în prezent.